# Santo Antônio do Descoberto
Santo Antônio do Descoberto est une municipalité brésilienne de l'État de Goiás et la microrégion d'Entorno do Distrito Federal.